# The Welding Institute

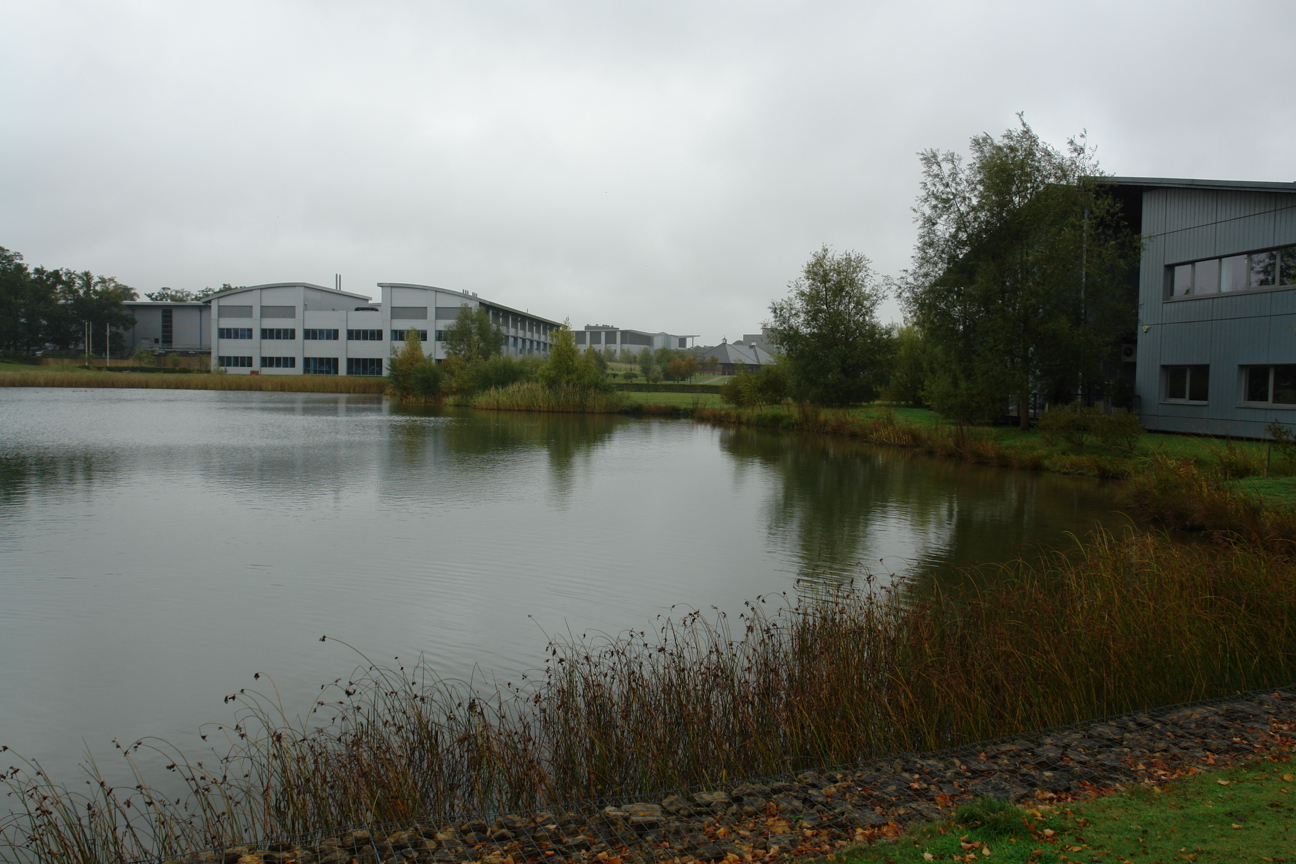
The Welding Institute auf dem Granta Park in der Nähe von Cambridge

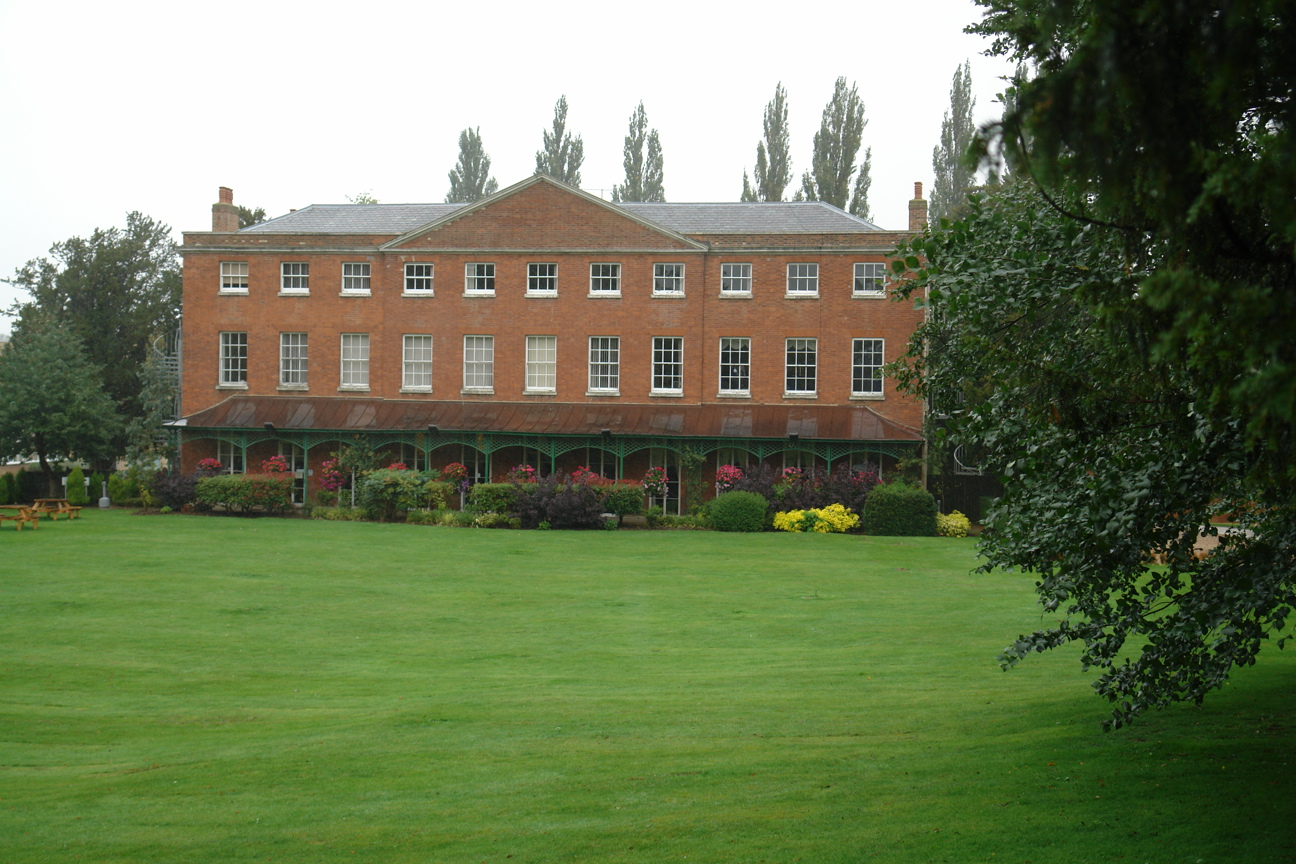
Abington Hall im Granta Park bietet Platz für zwei historisch eingerichtete Tagungsräume von TWI Ltd

The Welding Institute oder TWI Ltd ist ein großes Forschungs- und Technologie-Institut, das sich auf die Schweiß- und Fügetechnik fokussiert. The Welding Institute ist seit 1946 in Great Abington bei Cambridge, England, und verfügt über mehrere Niederlassungen auf der ganzen Welt. The Welding Institute ist Mitglied im International Institute of Welding.

## Geschichte
The Welding Institute ist ein direkter Nachkomme von The Institution of Welding Engineers, die in traditionellen britischen Stil ins Leben gerufen wurde, als 20 Männer am 26. Januar 1922 im Holborn Restaurant in London versammelt waren und beschlossen, einen Verein gründen, um Acetylen-Schweißer und Lichtbogen-Schweißer zusammenzubringen. Das Datum der formellen Registrierung war der 15. Februar 1923. Langsames Wachstum über die nächsten 10 Jahre sah die Mitgliedschaft auf 600 mit einem Einkommen von 800 £ pro Jahr wachsen.
Im April 1934 wurde eine neue Organisation The Institute of Welding gegründet, um das Institut mit dem British Advisory Welding Council zusammenzuführen. Ein Symposium im selben Jahr zum Thema Schweißen von Eisen und Stahl fand in Verbindung mit dem Iron and Steel Institute statt und zeigte die Notwendigkeit für ein Forschungsprogramm auf, das deutlich über den Möglichkeiten des sparsam finanzierten Instituts lag. Durch den drohenden Krieg, das Engagement von Mitarbeitern des Welding Research Council und mit Hilfe von bescheidenen Mitteln aus dem Department of Scientific and Industrial Research (DSIR) wurde dieses Programm im Jahr 1937 begonnen. Das Institut hatte anfangs keine eigenen Labors, sondern unterstützte vor allem Arbeiten in britischen Universitäten.
In den späten 1940er Jahren wurde ein erster Schritt unternommen, den Status des Welding Research Council in eine Research Association zu verwandeln, wodurch es Zugang zu Finanzmitteln des DSIR im 1:1-Verhältnis zu den aus der Industrie erhaltenen Zahlungen bekam. Zu dieser Zeit waren professionelle Institutionen mit persönlichen Mitgliedern, d. h. mit Einzelpersonen statt Firmen, davon ausgenommen, als Forschungsvereinigungen zu operieren, so dass die Gründung der British Welding Research Association (BWRA) im Jahre 1946 die Abtrennung vom bisherigen Institut erzwang.
BWRA kaufte sich für 3850 £ Abington Hall bei Cambridge, UK, ein Grundstück mit mehreren zum Teil verfallenen Gebäuden und begann seine Geschäftstätigkeit unter Allan Ramsay Moon als Director of Research. Die erste Schweißwerkstatt wurde in einem alten Stall neben der Abington Hall eingerichtet und Dauerfestigkeits-Forschung begann unter Richard Weck.
BWRA besaß auch ein sehr schönes Haus in London in der Nähe der Exhibition Road (29 Park Crescent), in dem es in ein metallurgisches Labor einrichtete, mit der ehemaligen Butler’s Pantry als Polier-Raum und dem ehemaligen Quartier des Kutschers als Werkstatt.
Ramsay Moon verließ die Gesellschaft nach einem Jahr, da er desillusioniert war, weil er nur 30.000 £ vom DSIR erhalten hatte. Es fiel dann auf Harry Taylor, die Organisation zu einem rentablen Geschäft umzugestalten. In den 1950er Jahren hatte die Organisation ausreichend gesunde Finanzen, um endlich mit dem Bau von speziell für deren Zweck gebauten Labors auf dem Gelände um die Abington Hall zu beginnen.
Das Institute of Welding hatte sich eine Immobilie in London in der Nähe des Imperial College of Science and Technology gekauft. Es bot ein expandierendes Trainingsprogramm durch seine School of Welding Technology und später die Schule für zerstörungsfreie Werkstoffprüfung an.
Im Jahr 1957 wurde Richard Weck Direktor des BWRA und sorgte dafür, dass die Organisation ihre innovativen Forschungs- und Entwicklungsprojekte in der Schweißtechnik, Metallurgie und dem Maschinenbau fortsetzte. In den 1960er Jahren wuchs die BWRA deutlich an Größe und Umfang, insbesondere im Bereich der Ausbildung. In der Regel wurden diese Tätigkeiten durch die des Institute of Welding ergänzt, aber es wurde deutlich, dass der Industrie durch die Zusammenlegung der beiden Organisationen besser gedient sei. Der Nachfolger DSIR, das Ministerium für Technologie, erhob keine Einwände, so dass eine Fusion vereinbart wurde und eine neue Gesellschaft – The Welding Institute – am 28. März 1968 gegründet wurde. Das Gesamteinkommen der fusionierten Gesellschaft führte zu mehr als 1 Mio. £ Umsatz im ersten Jahr.
Die direkte finanzielle Unterstützung durch Ministerien erlosch in den 1970er Jahren, aber The Welding Institute hat diese Finanzkrise nicht nur überlebt, sondern wuchs schnell. Die Anzahl der persönlichen Mitglieder des bereits im Jahr 1922 ins Leben gerufenen Verbandes wuchs in dieser Zeit auf mehr als 7000 Ingenieure und Techniker. Sowohl persönliche Mitglieder als auch  Industriefirmen sind in einem Aufsichtsrat vertreten, der die operativen und finanziellen Aktivitäten von The Welding Institute und seinen Directoren anleitet und beaufsichtigt.
Das Reibrührschweißverfahren wurde von Wayne Thomas am The Welding Institute im Jahr 1991 erfunden und patentiert und verhalf dem Institut technologisch zu einer international anerkannten Führungsposition auch außerhalb der Öl- und Gasindustrie, die den bisherigen Schwerpunkt der Forschungsprojekte bildete.
Im Jahr 2008 hatte The Welding Institute Zweigstellen mit Labors und Büros an drei weiteren Standorten in Großbritannien (in Middlesbrough, Port Talbot und Rotherham) und betrieb weitere Einrichtungen in den USA, China, Südostasien, Südamerika und dem Nahen Osten.